# Горожанківський замок-палац
Горожанківський замок — втрачена оборонна споруда в селі Горожанці Монастириської громади Чортківського району Тернопільської области України.

## Відомості
У XVI столітті на пагорбі правого берега річки збудовано замок родиною Маковецьких.
Замок був одноповерховий житловий будинок з вежами на кутах, з великими залами, сіньми і коридорами; оточений валом ровом. До нього провадив звідний міст. Згодом на руїнах замку споруджено палац місцевих дідичів.